# Tetracis truxillata
Tetracis truxillata là một loài bướm đêm trong họ Geometridae.